# L'Homme qui manque le coche
L'Homme qui manque le coche est une comédie-vaudeville en 3 actes d'Eugène Labiche et Alfred Delacour, représentée pour la 1re fois à Paris au Théâtre des Variétés le 31 octobre 1865.
La pièce a paru aux éditions Dentu.

## Distribution
| Acteurs et actrices ayant créé les rôles |                     |
| Personnage                               | Acteur ou actrice   |
| Edmond Frigolin                          | M. Dupuis           |
| Branchu, domestique                      | M. Kopp             |
| Le capitaine Lebigre                     | M. Christian        |
| Coussinet                                | M. Grenier          |
| Ernest Lépidor                           | M. Blondelet        |
| Panaivert, médecin                       | M. Pastelot         |
| Ferragus de Quinsac                      | M. Hamburger        |
| Clémentine, femme de Coussinet           | Mlle Alphonsine     |
| Angèle, son amie                         | Mlle Olivier        |
| Mme de Rosencroix                        | Mme Pélagie Colbrun |